# Collettea wilsoni
Collettea wilsoni is een naaldkreeftjessoort uit de familie van de Colletteidae. De wetenschappelijke naam van de soort is voor het eerst geldig gepubliceerd in 1999 door Larsen.